# Río Guadahortuna
Río Guadahortuna är ett vattendrag i Spanien. Det ligger i den södra delen av landet, 300 km söder om huvudstaden Madrid.